# Гречанівка (Золотоніський район)
Греча́нівка — село в Україні, у Шрамківській сільській громаді Золотоніського району Черкаської області, підпорядковане Ковалівському старостинському округу в складі Шрамківської сільської територіальної громади. Населення становить 272 особи (на 2001 рік).

## Історія

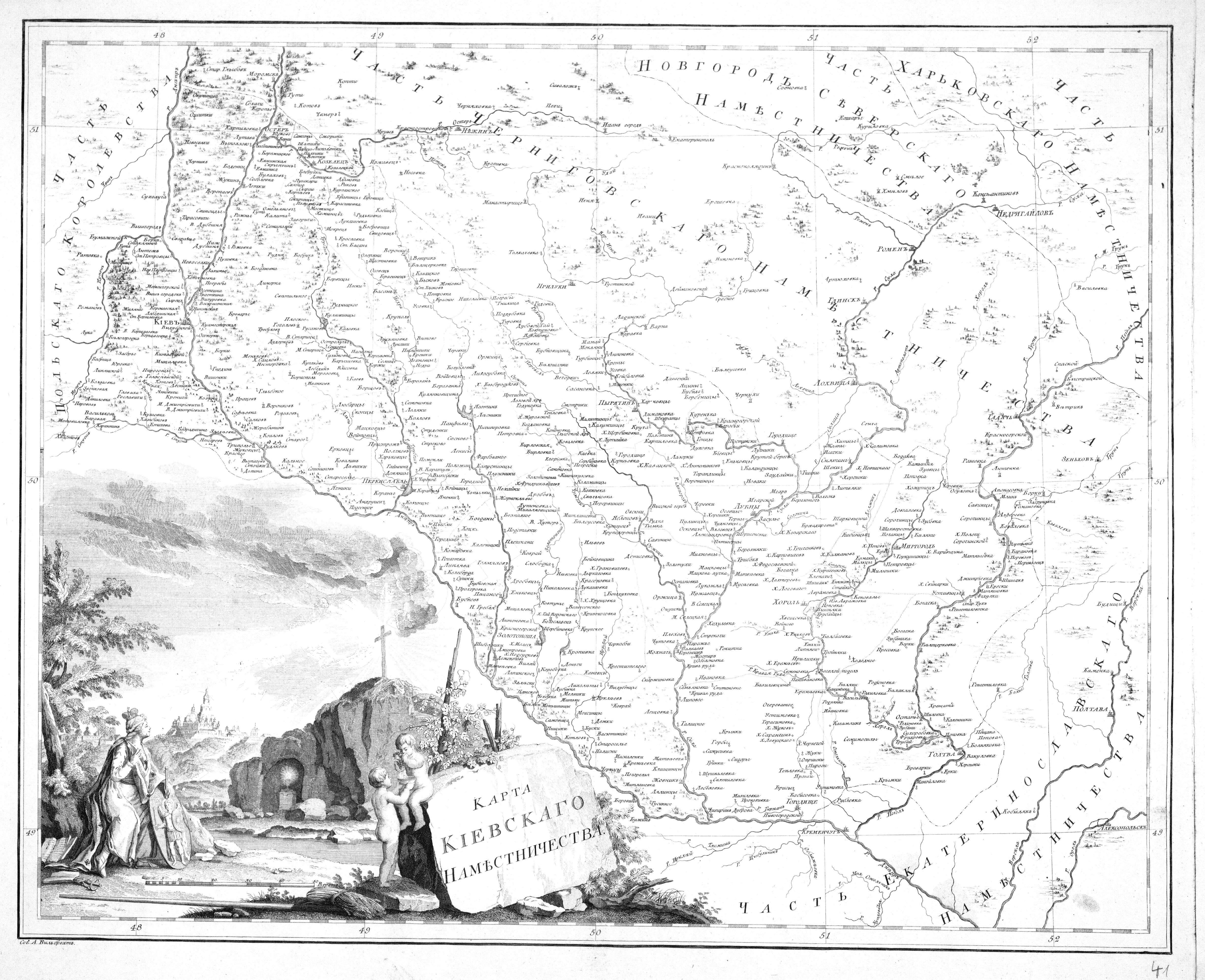
Мапа Київського намісництва 1792 року

Яготинський степ мало не до кінця XVII століття був незайнятий, а починаючи з XVIII століття він заселяється слободами. Проваджено це заселення найінтенсивніше у 1720—З0 роках, і головну роль в цьому залюднені відіграє різна козача старшина Переяславського полку та переяславські монастирі. Природні умови цієї місцевости поклали своєрідний відбиток на способі колонізації. Степ з розкішними сіножатями найзручніше було експлуатувати, щоб випасати худобу та косити сіно, тим-то кожен володілець, придбавши тим або іншим способом місце в степу, насамперед заводить хутір, розуміючи під цим притулок для худоби. У хуторі живуть пастухи ціле літо й доглядають худоби, що випасається на вільному степу. У багатьох випадках будують тут повітки і для зимівлі худоби, тоді в хуторі заготовляють влітку відповідні запаси сіна. А через деякий час енергійніші особи біля цих своїх хуторів починають закладати слободи. Мало не кожне сучасне село чи хутір у Яготинському степу виникли тільки так.
Користуючись правом займанщини осавул Переяславського полку Іван Данилович Кирпич, мав до гори р.Чумгак землі (Універсалом 22 серпня 1722 р.) для випасу власної худоби і володів степом в окружності чотири версти.
Вже згодом, універсалом від 1743 року, офіційно затвердив свої права на землю бунчуковий товаришу Петро Горленко, спадок від двоюрідного брата осавула полкового переяславського Івана Даниловича Карпича. Горленко почав активно заселяти хутір з різних сіл та хуторів де володіли землями Горленки.
Найдавніша відома писемна згадка назви хутору «Гречановий» зустрічається у ревізії Переяславського полку за 1748 рік. Хутір належав Генеральному судді Якиму Горленко (він же Гречаний?)
Згідно з адміністративно-територіальним устроєм Лівобережної України 50-х років ХVІІІ століття  хутір звався за іменем нового господаря Петра Якимовича Горленко - хутір Петрівка. (В той же час використовувалася стара назва - Гречанівка, хутір Гречанівський).
Опис земель хутору Петра Горленка за 1762 рік міститься в документах на підтвердження власності жителів Яготинської сотні Переяславського полку
Хутір Петрівка є в книзі "Генеральний опис Лівобережної України 1765—1769 : покажчик населених пунктів"

### Релігія
В Гречанівці не було власної церкви тому люди ходили в село Бирлівка церква святого Архангела Михаїла, а починаючи з 1790 року до Трьохсвятительської, потім Покровської церкви у селі Ковалівці, вже з 1904 року до Петропавлівської церкви в с. Богданівка. Місцеві святкують день села «храм» — 12 липня, в день святих Петра і Павла.

## Населення
За ревізією Переяславського полку 1750 року в хуторі мешкало: посполитих підсусідків 2 двори на 4 хати убогих і 4 хати бездвірних, всього 2 двори, 8 хат, 7 піших, 5 дворів служителів; 
В «Описі Київського намісництва 70-80-х років XVIII ст.» на 1764  рік хутір мав населення 30 посполитих та було 30 хат, а в 1787 року — вже 109 осіб, хутір належав полковнику Петру Горленко і Каневському.
1800 року населення Гречанівки, за сповідними розписами , складало 227 осіб, 30 дворів (120 чоловічої і 107 жіночої статі). Поміщик колезький асесор Каневський Лука Якимович в хуторі мав 87 кріпаків, тоді як Палагея Григорієвна Горленко (до шлюбу Іваненко) мала 140 кріпаків.
1834 року у селі Гречанівка був 31 двір та мешкало 262 особи (135 чоловічої і 128 жіночої статі) Поміщики: надвірний радник Лукіян Якимович Каневський та губернського секретаря Егора Івановича Горленко дружина Марія Йосипова
Пандемія холери 1846-1860 років значною мірою вплинула на чисельність населення.
1859 році населення Гречанівки (хутор Петрівський) складало 164 душі на 48 двори (78 чоловіків та 86 жінок)

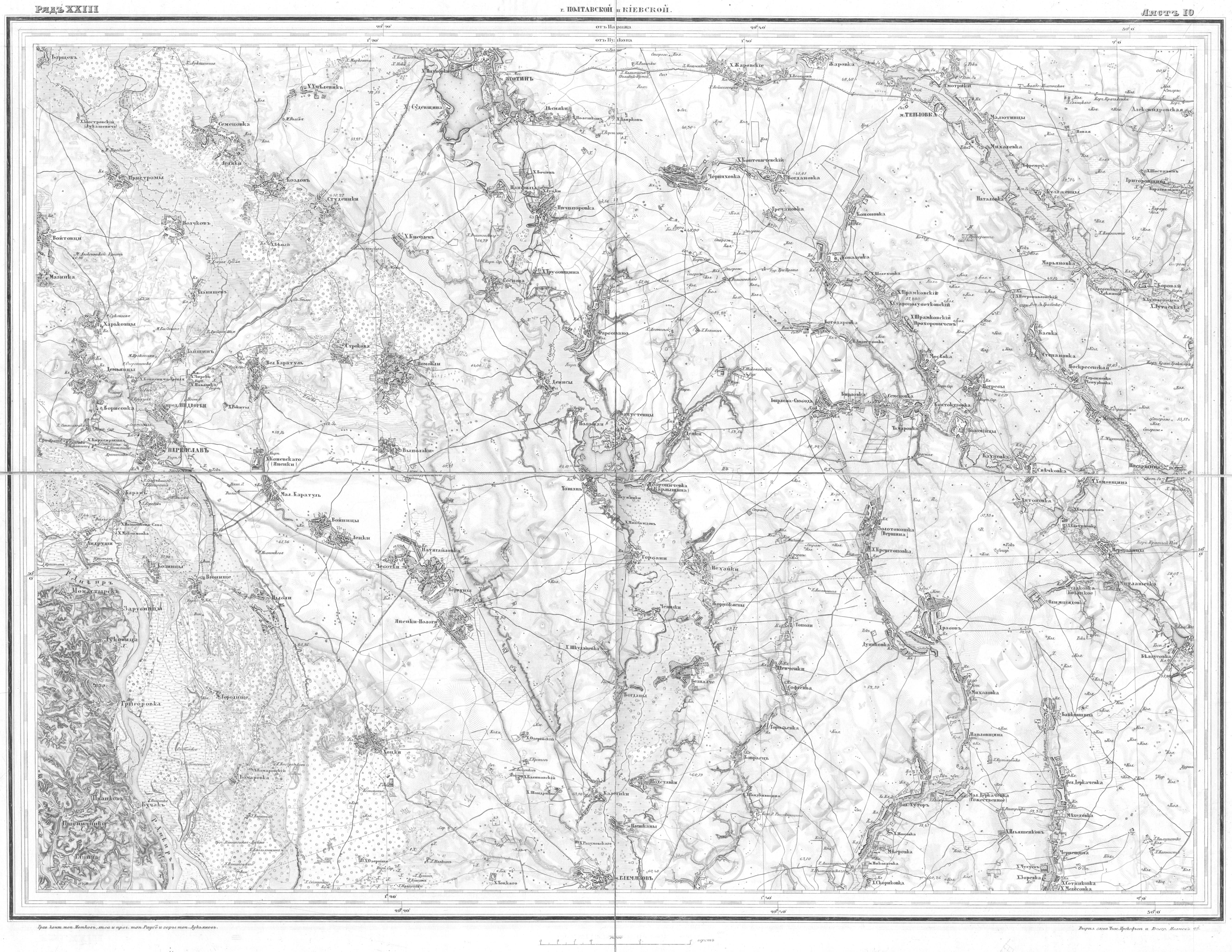
Мапа 1868 - 1869 гг.

Після відміни кріпацтва, на 1867-68 рр. частковий власник землі в Гречанівці (Петрівка) був Михайло Лукіянович Каневський та мав 205 десятин, 111 саженів. Другою ж частиною землі, 290 десятин 568 саженів, володіла група тимчасовозобов'язаних селян.
Станом на 1911 рік в Гречано-Петрівському хуторі мешкало 406 осіб (198 чоловічої и 208 жіночої статі).

## Голодомор
Село постраждало внаслідок геноциду українського народу, проведеного окупаційним урядом СРСР 1932—1933 та 1946–1947 роках. За розповідями старожилів села, старе кладовище, що знаходяться біля дитячого садка, на 80% складається з поховань померлих від голоду 1932-33 років. Гречанівці важко і болісно пережили голодомор 1933 року, більш ніж сотня людей не дожили до нового урожаю і померли в страшних муках. 
| Борисенко Василь Самсонович           | Борисенко Нихтод Гаврилович    | Турченко Яків Корнійович   | Шевченко Лимон Григорович        |
| Борисенко Марія Іванівна              | Борисенко Ольга Анастасіївна   | Дернова Катерина Василівна | Шевченко Дмитро Лимонович        |
| Борисенко Павло Іванович              | Борисенко Анастасія Іванівна   | Вихренко Ларіон Павлович   | Криволап Олена Анастасіївна      |
| Борисенко Марфа Харитонівна           | Борисенко Іван Мефодійович     | Вихренко Андрій Миронович  | Євстратенко Олександра Сергіївна |
| Борисенко Григорій Микитович          | Борисенко Григорій Мефодійович | Вихренко Ганна Іванівна    | Борисенко Олександр Якович       |
| Борисенко Єфросинія Іванівна          | Борисенко Дмитро Павлович      | Вихренко Ольга Андріївна   |                                  |
| Борисенко Авило Григорович            | Борисенко Катерина Дмитрівна   | Мариняка Дмитро Петрович   |                                  |
| Борисенко Горпина Гнатівна            | Борисенко Іван Дмитрович       | Шовковий Антон Зосимович   |                                  |
| Борисенко Филимон Филимонович         | Борисенко Ганна Дмитрівна      | Шевченко Лаврін Кононович  |                                  |
| Борисенко (Шевченко) Оксана Кононівна | Борисенко Степан Дмитрович     | Шевченко Оксана Петрівна   |                                  |

18 червня 1932 року у Драбові відбувався суд над керівництвом району, яке стало організатором знущань над колгоспниками і одноосібними селянами, газета «Соціалістична Драбівщина», згадуючи з цього приводу Гречанівку, писала: «Невважай Г. В., колишній член президії РВК та голова райпрофради, член партії з 1927 року, звинувачується в тім, що бувши уповноваженим РВК в селах Бирлівці, Сталінівці, Гречанівці, запроваджуючи у хлібозаготівлі тільки адміністративні заходи, взяв у систему доведення твердих завдань до колгоспників, виключення з колгоспів, а після того продаж майна, як твердознавців, вивіз посів-матеріалів з колгоспів незалежно від виконання ними хлібозаготівельних планів. Брутально поводився з населенням і взяв участь у організованому знущанні над селянами в селі Бирлівці (надягання попівських риз нездатникам тощо), допустив подібне знущання в Сталінівці, чим привів колгосп до розвалу й занепаду, а до того незаконно і безпідставно розпустив колгосп на хуторі Гречанівці».
Ось що згадувала колишня жителька села Євдокія Миколаївна Борисенко, село Білогородка, Київської області : 
| Ліві лапки | "Наша сім'я жила на хуторі Гречанівка Черкаської області. 1929 року моїх батьків заслали до Сибіру, де вони й загинули на лісозаготівлях. Я залишилася з бабусею і дідусем. 1932 року ми зібрали гарний урожай, але в нас відібрали все до зернятка. Пам'ятаю, як зараз, зайшов до нас активіст на прізвище Сова, лупоокий такий, і одразу до столу, де хліб лежав. Узяв він цю окрайку і знущально так усміхається... Забрав не тільки хліб, а й корову, порося, курей. Розсипане бабусею борошно активісти зібрали віником і теж забрали. Люди в селі намагалися заховати трохи зерна на печі: розсипали його, зверху застилали ковдрою і садили на піч дітей, сподіваючись, що їх не чіпатимуть. Та не тут-то було! Активісти скидали дітей на підлогу і забирали все до зернятка... Виносили хустинки, скатертини, навіть із дітей одяг зривали. У будинку мого майбутнього чоловіка, який жив неподалік, двері з петель зняли. Сидів він із двома братами на печі й дивився на запорошену снігом хату... Розповідав, що, коли вже опух з голоду, мама зібрала його в дорогу й наказала бігти світ за очі. Він дійшов до Росії, влаштувався там трактористом, так і вижив. А його рідні померли з голоду... Останніми роками життя чоловік лежав паралізований і все повторював, що це йому покарання за те, що поїхав від рідних. Усе картав себе, що сам вижив, а своїх не вберіг... У 1937 році я вже працювала в колгоспі. Пам'ятаю, як ми ховалися в скиртах соломи, аби не підписувати лист зі словами подяки Сталіну. Все одно знаходили, і доводилося підписуватися. У 30-ті роки страшно було не тільки слово сказати, а й подумати. Здавалося, що навіть за думки приїдуть уночі й заберуть. Підспудний страх досі залишився..." | Праві лапки |

## Війна

### Перша світова війна (1914—1918)
| Борисенко Мефодій Іванович   | Борисенко Порфирій Олексійович | Борисенко Микола Микитович    | Вихор Ісидор Григорович |
| Шевченко Трохим Порфирович   | Криволап Федір Павлович        | Борисенко Павло Іванович      |                         |
| Вихренко Григорій Петрович   | Криволап Микола Фокич          | Шовковий Марк Лукич           |                         |
| Євстратенко Фома Анофрійович | Зубаток Омелян Ілліч           | Чалий Карп Гаврилович         |                         |
| Вихорь Галактіон Петрович    | Дерновий Іван Йосипович        | Шовковий Максим Костянтинович |                         |

### Друга світова війна (1939—1945)
| Богославець І.І. 1917 р.н. | Борисенко П.Д. 1921 р.н. | Дерновий В.Ф. 1908 р.н.    | Криволап Ф.Г. 1905 р.н.  | Лугина І.Д. 1911 р.н.      | Приймак П.С. 1915 р.н.      | Чалий І.К. 1924 р.н.    |
| Борисенко П.Г. 1908 р.н.   | Борисенко О.Я. 1925 р.н. | Дерновий Г.І. 1926 р.н.    | Криволап Н.Г. 1909 р.н.  | Лугина В.Д. 1920 р.н.      | Попко Д.В. 1925 р.н.        | Чалий І.Г. 1900 р.н.    |
| Борисенко М.Я. 1924 р.н.   | Блощенко М.К. 1912 р.н.  | Дудка В.М. 1911 р.н.       | Костенко М.П. 1918 р.н.  | Лугина О.В. 1920 р.н.      | Руденко І.О. 1910 р.н.      | Шовковий Л.К. 1898 р.н. |
| Борисенко Д.П. 1919 р.н.   | Вихренко М.Г. 1915 р.н.  | Дудка В.В. 1912 р.н.       | Криволап Я.Д. 1909 р.н.  | Міхновський М.О. 1925 р.н. | Сінельник Ф.П. 1922 р.н.    | Шовковий Ф.З. 1912 р.н. |
| Борисенко Г.Д. 1901 р.н.   | Вихренко С.Л. 1910 р.н.  | Дрофа І.Ф. 1918 р.н.       | Криволап А.Д. 1900 р.н.  | Манжура П.Г. 1912 р.н.     | Сінельник П.П. 1913 р.н.    | Шевченко В.П. 1925 р.н. |
| Борисенко О.М. 1924 р.н.   | Вихренко А.П. 1915 р.н.  | Євстратенко І.Х. 1911 р.н. | Краєвий І.О. 1910 р.н.   | Остапець М.К. 1921 р.н.    | Соколовський Я.П. 1916 р.н. | Шевченко Ф.Т. 1912 р.н. |
| Борисенко О.В. 1923 р.н.   | Вихренко М.П. 1920 р.н.  | Косяченко М.М. 1921 р.н.   | Краєвий М.О. 1923 р.н.   | Піддубний М.В. 1921 р.н.   | Стромець М.Ф. 1912 р.н.     |                         |
| Борисенко І.І. 1911 р.н.   | Вихренко Г.С. 1917 р.н.  | Криволап В.Ф. 1913 р.н.    | Корнієнко М.О. 1923 р.н. | Проценко М.О. 1916 р.н.    | Турченко Т.Я. 1901 р.н.     |                         |
| Борисенко К.І. 1897 р.н.   | Гайдабура К.П. 1900 р.н. | Криволап Л.Г. 1903 р.н.    | Корнієнко П.О. 1907 р.н. | Проценко Г.О. 1918 р.н.    | Турченко Ф.Я. 1909 р.н.     |                         |
| Летяк С.М.                 | Кругляк Д.К.             | Криволап Г.Ф. 1906 р.н.    | Корнієнко І.О. 1910 р.н. | Проценко І.О. 1920 р.н.    | Ярославський Я.Х. 1900 р.н. |                         |

Від жителів села Гречанівки та Чапаєвки у 1967 році встановлений «Пам'ятник воїнам-землякам які загинули за визволення Батьківщини часів Великої Вітчизняної війни, 1941-1945 рр.» Рішення облвиконкому від 28.09.1973 № 544 

Обеліск Слави 67 радянським воїнам–односельцям, які загинули на фронтах німецько-радянської війни 1941—1945 рр.
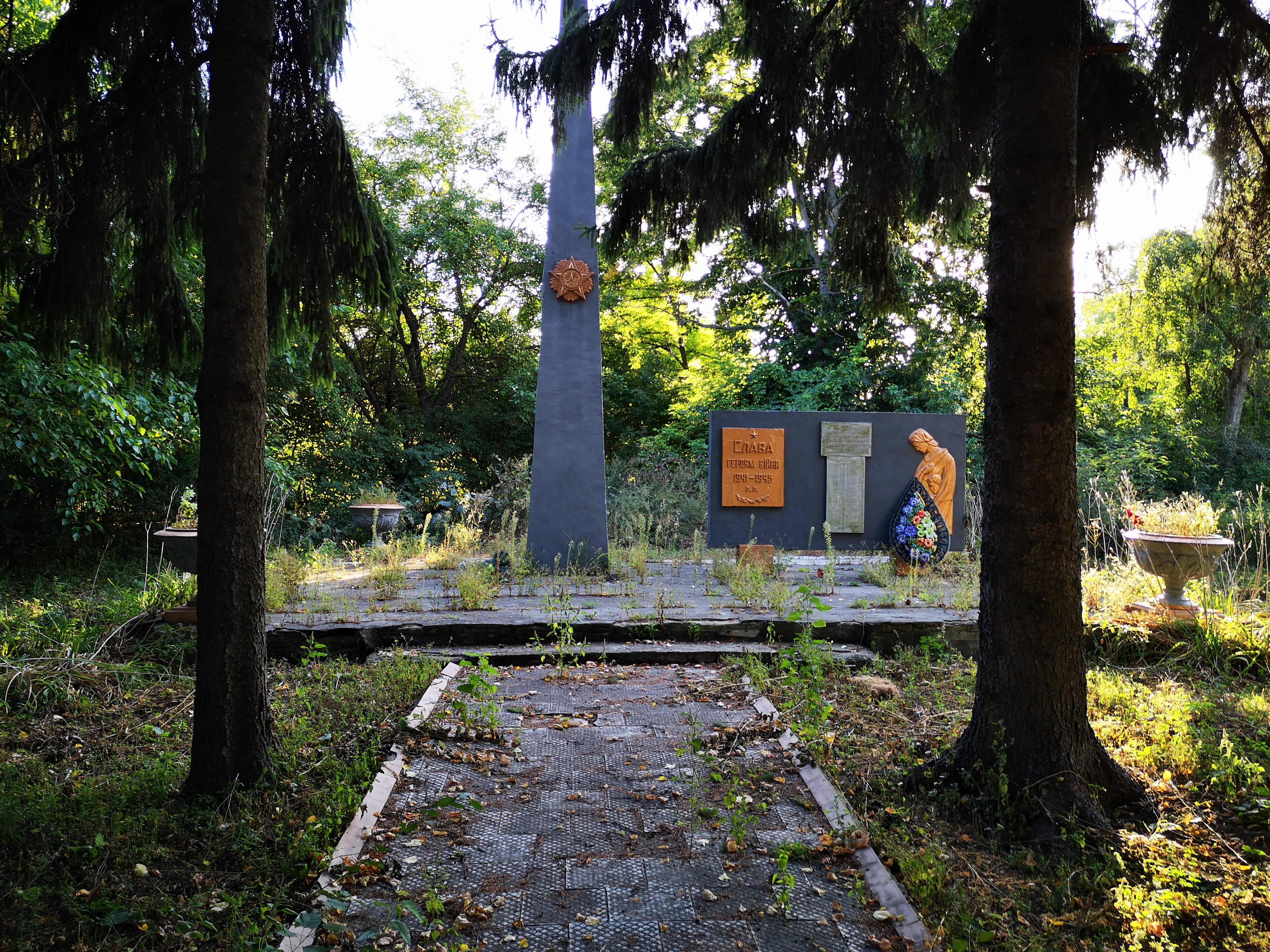
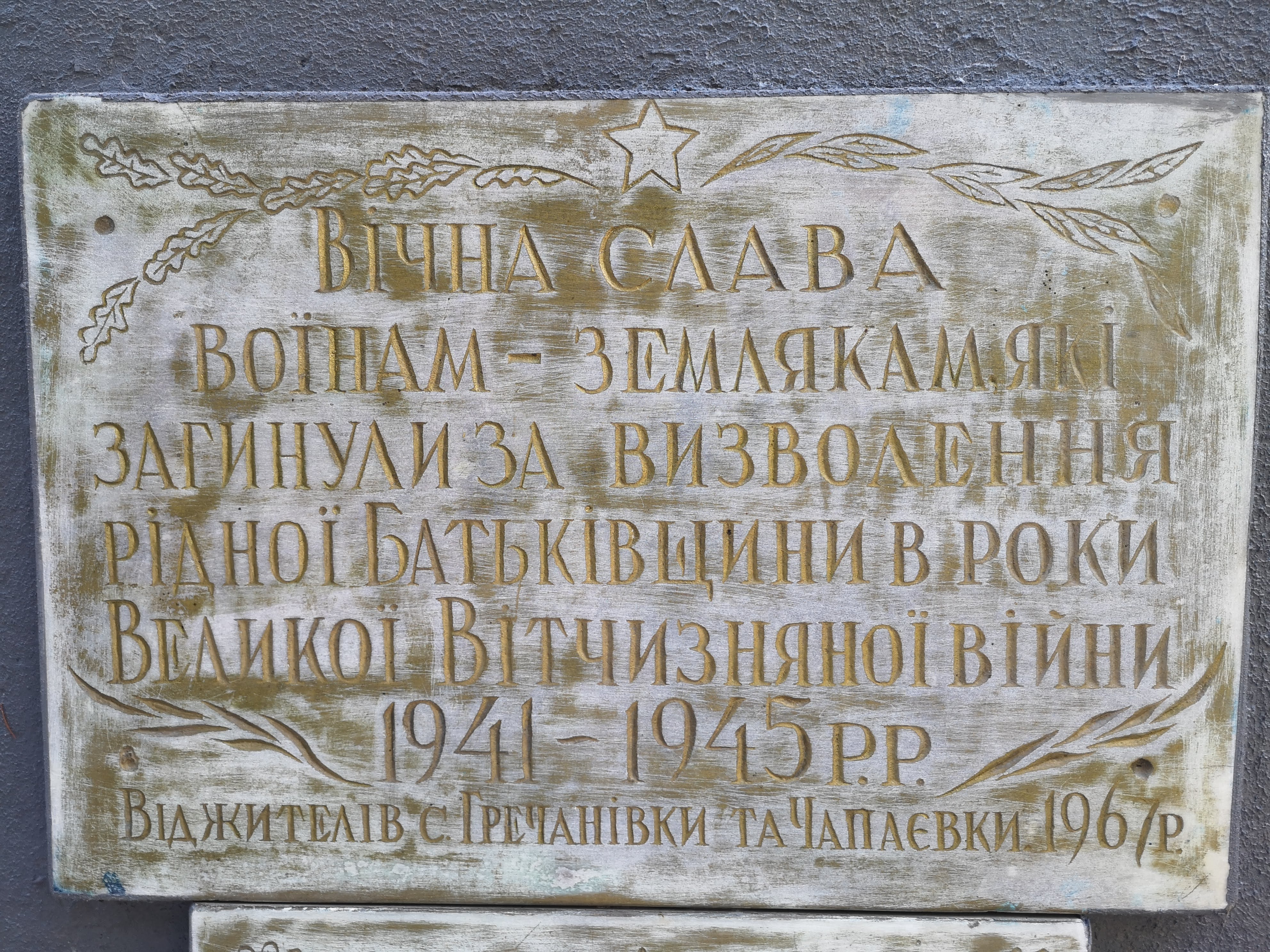
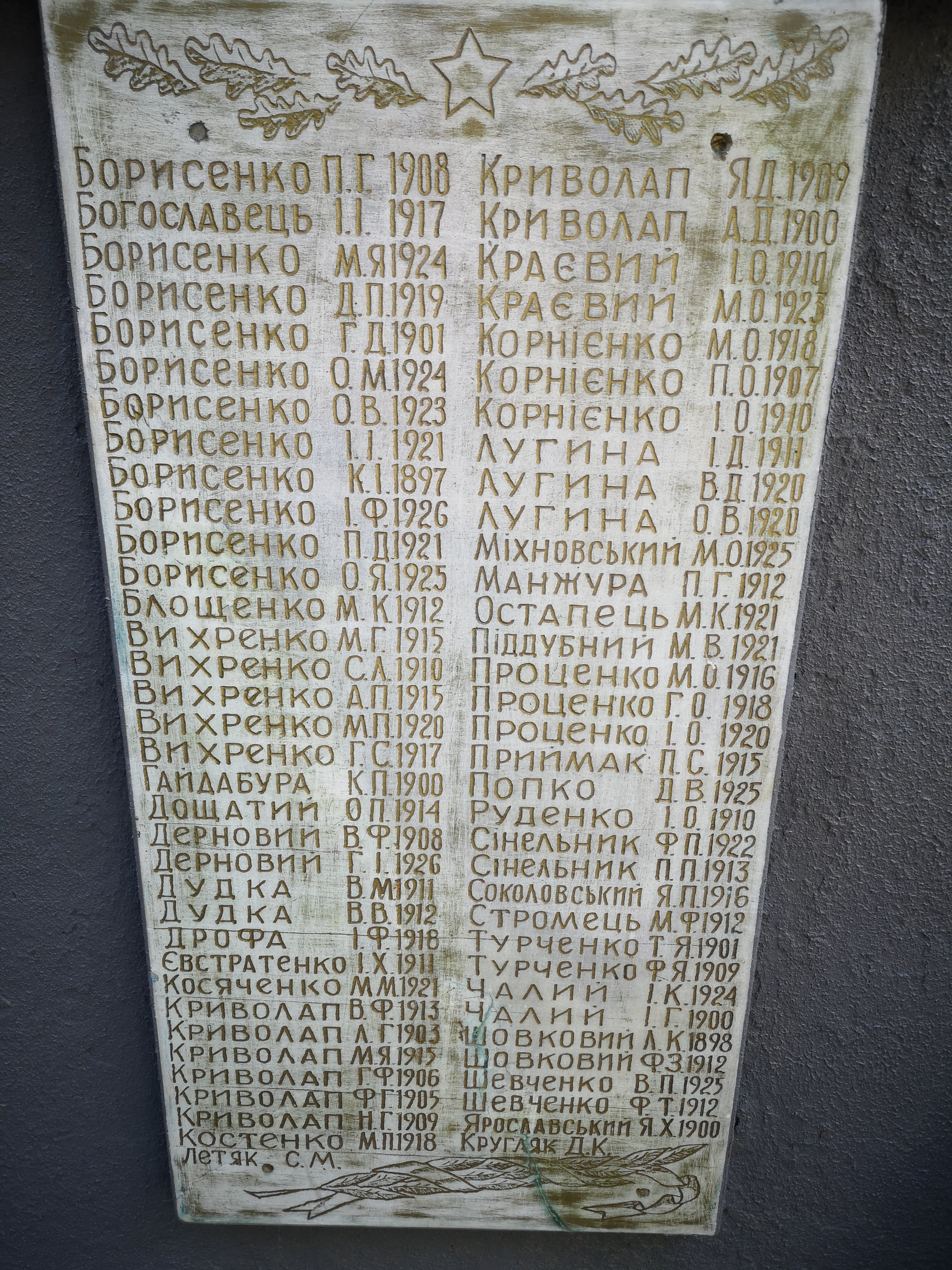
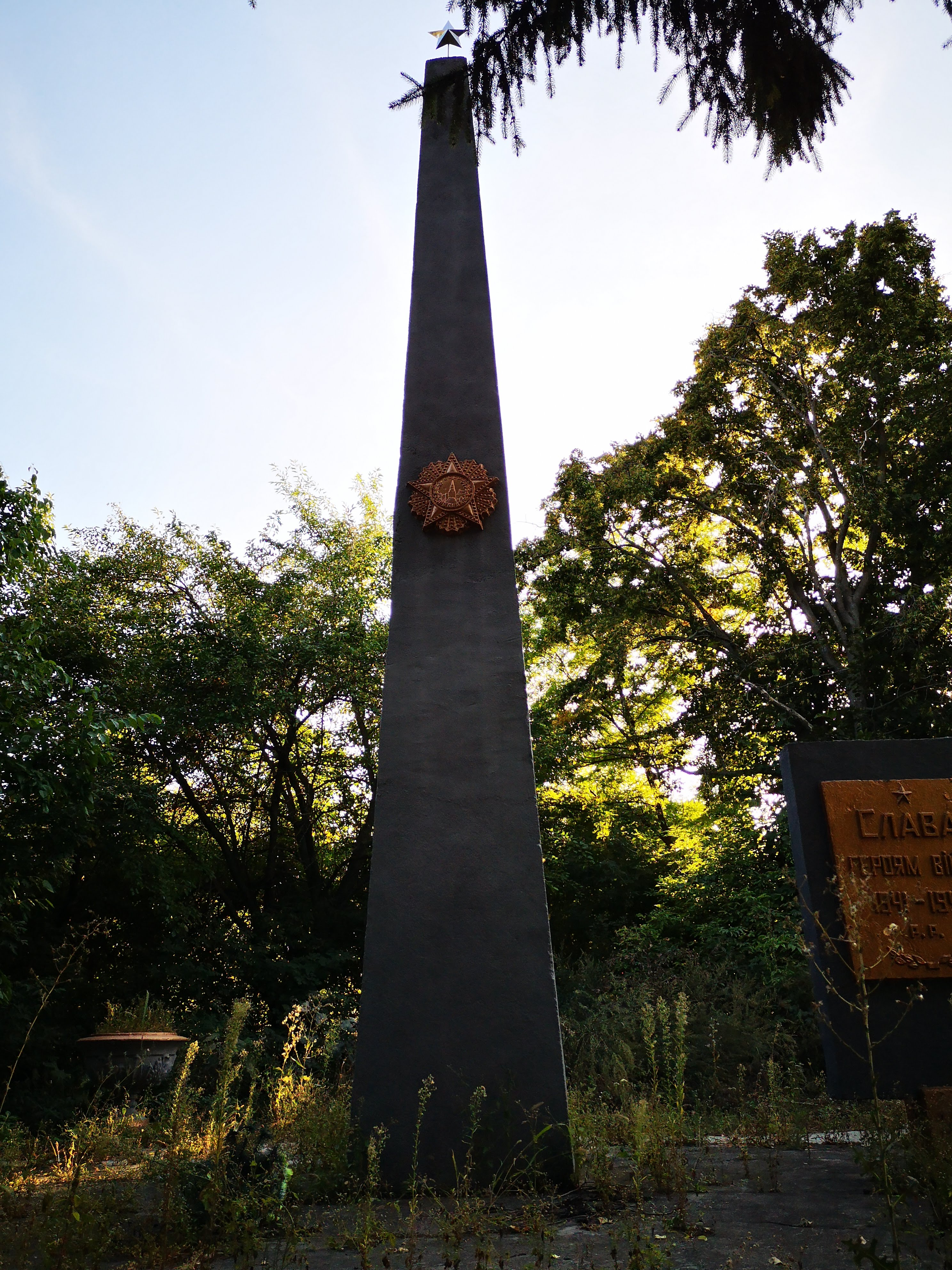
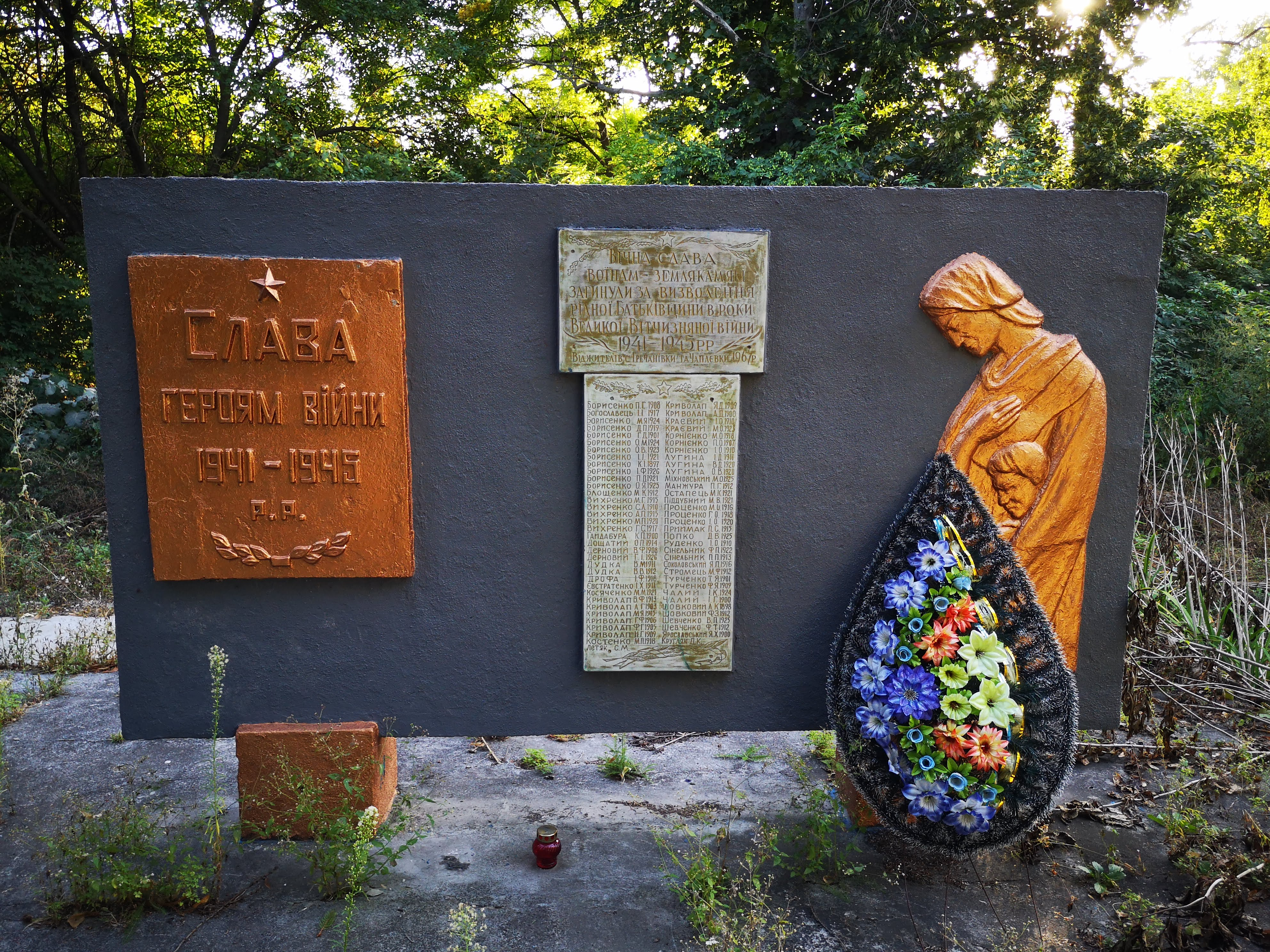

## Повоєнні роки
У повоєнний час село займалося вирощуванням зернових, городніх та баштанних культур, відновлювали поголів'я тварин. У всякому разі, як видно з документів, колгосп не брав участі у вирощуванні цукрових буряків і вже значно пізніше, коли Шрамківський цукровий завод почав нарощувати виробничі потужності, гречанівці теж були змушені займатись цією культурою. Вже у 1979 році як бригада об'єднаного колгоспу імені Кірова, виростили на площі 197 гектарів по 300 центнерів цукрових буряків. Цією роботою займалася ланка механізатора В. П. Остапця. В умовах незалежної України гречанівці 8 травня 1992 року відновили у своєму селі колгосп, який очолив досвідчений спеціаліст В. М. Гринько. Знову розпочалося відновлення економічного потенціалу, проводилося будівництво соціально-культурних закладів. З допомогою районних організацій та промислових підприємств області проводилося спорудження газопроводу до села. 3 початком 2000 року гречаніці на основі Указу Президента України Л. Кучми Про невідкладні заходи щодо прискорення реформування аграрного сектора економіки" приступили до реорганізації колективного спільного підприємства у колективне товариство, створене на базі приватної землі, а недержавної, як було 83 роки до того, коли присланий райкомом голова колгоспу міг з трудівником зробити все, що хотів, не кажучи вже про рукоприкладство, яке спостерігалося у Гречанівці ще у 60-і роки XX століття.
За переписом населення України (2001) в Гречанівці проживало 272 людини.

## Історія змін адміністративно-територіального устрою
- 1625—1648 — Київське воєводство,  Переяславське староство.
- 1648—1764 — Переяславський полк, Яготинська сотня.
- 1722—1781 — Малоросійська губернія, Переяславский полк, Яготинська сотня.
- 1781—1797 — Київське намісництво, Переяславський повіт, Яготинська сотня.
- 1797—1802 — Малоросійська губернія, Пирятинський повіт.
- 1802—1923 — Полтавська губернія, Пирятинський повіт.
- 7 березня 1923 — 10 червня 1925 року — Ковалі́вський райо́н, Золотоніська округа, Пирятинський повіт, Полтавська губернія.
- 10 червня 1925 — лютий 1931 — Ковалі́вський райо́н, Прилуцька округа, Полтавська губернія.
- лютий 1931 — 25 лютого 1935 — Драбівський район, Харківська область.
- 25 лютого 1935 — 31 серпня 1935 — Бирлівський район (з центром у Ковалівці), Харківська область.
- 31 серпня 1935 — 1947 — Ковалі́вський райо́н, Харківська область Під час окупації 09.1943 - 09.1944 - Rayon Kowalewka, Пиря́тинський ґебі́т, окру́га Пиря́тин (нім. Kreisgebiet Pirjatin), Генера́льна окру́га Ки́їв, або Ки́ївська генера́льна окру́га (нім. Generalbezirk Kiew).
- 3 липня 1947 — 7 січня 1954 — Шрамківський район, Полтавська область.
- 7 січня 1954 — 1959 — Шрамківський район, Черкаська область.
- 1959 — 17 липня 2020 — Драбівський район, Черкаська область.
- З 2020 року Ковалівський старостинський округ, Шрамківська сільська територіальна громада, Золотоніський район, Черкаська область

## Інфраструктура
- Заклад дошкільної освіти «Веселка», приміщення якого збудоване у 1989 році. З 1 вересня 1989 року по 31 грудня 2012 року заклад працював як Гречанівський НВК «ЗОШ 1 ступеня — дошкільний навчальний заклад». 2 січня 2013 року Гречанівський НВК був реорганізований у дошкільний навчальний заклад загального розвитку (ясла—садок).
- Будинок культури «Клуб», збудований близько 1960 року. Нині не діючий.
- СТОВ «Гречанівське», засноване 2000 року.
- магазин «KIRA».
- У селі розташована пасажирська зупинна залізнична платформа «Богданівка» Гребінківського напрямку Південно-Західної залізниці.
- У селі налічується п'ять вулиць — Вишнева (45 будинків); Дружби (72 будинків, стара назва — Жовтнева); Залізнична (39 будинків); Лесі Українки (29 будинків, стара назва — Гагаріна); Польова (19 будинків).